# عمير بن الحباب
عمير ابن الحباب الذكواني السُلمي ، ويلقب بأبو المغلس ، شاعر فارس من زعماء قيس عيلان، وفد على عبد الملك بن مروان، وكانت بينه وبين القبائل القحطانية والروم وتغلب مغاورات وحروب وغارات.

## اسمه ونسبه
هو عمير بن الحباب بن جعدة بن إياس بن حذافة بن محارب بن هلال بن فالج بن ذكوان بن ثعلبة بن بهثة بن سليم بن منصور السلمي الذكواني، ويلقب بأبو المغلس السلمي، من بني سليم أحد فرسان العرب المشهورين بالنجدة، وله أخبار مع عبد الملك بن مروان، وابنه الحباب بن الحباب، كان مع مروان بن محمد يقاتل الخوارج .

## حروبه

### مع بني كلب
أغار عمير بن الحباب على بني كلب فلقي جمعاً لهم بالإكليل في ستمائة، فقتل منهم فأكثر، فقالت هند الجلاحيّة تحرّض كلباً بشعرها:
ألا هل ثائر بدماء قوم ...
أصابهم عمير بن الحباب
وهل في عامر يوماً نكير ...
وحيّي عبد ودّ أو جناب
فإن لم يثأروا من قد أصابوا ...
فكونوا أعبدا لبني كلاب
أبعد بني الجلاح ومن تركتم ...
بجانب كوكب تحت التّراب
تطيب لغابر منكم حياة ...
ألا لاعيش للحيّ المصاب
فاجتمع بنو كلب فلقيهم عمير، فأصاب منهم، ثم أغار فلقي جمعاً منهم بالجوف (منطقة) فقتلهم، وأغار عليهم بالسماوة فقتل منهم مقتلةً عظيمةً، فقال عمير بشعره
ألا يا هند هند بني جلاح ...
سقيت الغيث من تلك السّحاب
ألمّا تخبرني عنّا بأنّا ...
نردّ الكبش أعضب في تباب
ألا يا هند لو عاينت يوماً ...
لقومك لا متنعت من الشّراب
غداة ندوسهم بالخيل حتى ...
أباد القتل حيّ بني كلاب
ولو عطفت مواساة حميداً ...
لغودر شلوه تحت التّراب
يقصد حميد بن بحدل الكلبي أحد زعماء بني كلب وكان من انصار بني امية
قال أبو عبيدة: عمير بن الحباب: فارس سليم في الإسلام، قتل بني تغلب بالجزيرة، فقتلوه بعدما أثخن فيهم وقتل ساداتهم ورجالهم في خلافة عبد الملك بن مروان. وقال عبد الملك بن مروان يوماً: من أشجع النّاس؟ فقالوا: عمير بن الحباب.

### مع قضاعة وتغلب
قال لقيط أخبرني بعض بني نمير قال : أغار عمير بن الحباب على بني كلب فأصابهم يوم الغوير ويوم الهبل ويوم كآبة فأما يوم الغوير فإنه أرسل رجلا من بني نمير يقال له كليب بن سلمة عينا له ليعلم له علم ابن بحدل وكانت أم النميري كلبية فكانت تتكلم بكلامهم فكان الحسام بن سالم طريدا فيهم فنذروا به فقتلوه وأخذوا فرسه فلقي كليب بن سلمة رجلا من بني كلب فعرفه فقال من أين جئت فقال من عند الأمير حميد بن حريث قال وأين تركته قال بمكان كذا وكذا قال كليب كذبت أنا أحدث به عهدا منك قال فأين تركته أنت قال بغوير الضبع قال لكني فارقته أمس فخرج النميري يسوق الكلبي إلى أصحابه قال فوالله إني لو أشاء أن أقتله لقتلته أو آخذه لأخذته فخرج يسوقه حتى إذا نظر إلى القوم أنكرهم فقال والله ما أرى هؤلاء أصحابنا قال ويستدبره النميري فيطعنه عند ناغض كتفه اليمنى حتى أخرج السنان من
حلمة الثدي وأخطأ المقتل وحرك الكلبي فرسه موليا فاتبعته الخيل حتى يدفع إلى ابن بحدل فانهزم فقتلوا من كلب مقتلة عظيمة واتبع عمير أمير بني كلب حميد بن حريث الكلبي فجعل يقول لفرسه :
أقدم صدام إنه ابن بحدل
لا تدرك الخيل وأنت تدأل
ألا تمر مثل مر الأجدل
فمضى حميد بن بحدل حتى يدفع إلى الغوير وقد كاد الرمح يناله فانطلق يريد الباب فطعن عمير الباب وكسر رمحه فيه فلم يفلت من تلك الخيل غير حميد وشبل بن الخيتار الكلبي فلما بلغ ذلك بشر بن مروان أخو عبد الملك بن مروان قال لخالد بن يزيد بن معاوية كيف ترى خالي في طرد خالك بالخيل،
حيث ان أخوال بشر بن مروان كانوا من قيس وأخوال خالد بن يزيد من بني كلب
وقال عمير في شعره:
وأفلتنا ركضا حميد بن بحدل
على سابح غوج اللبان مثابر
ونحن جلبنا الخيل قبا شوازبا
دقاق الهوادي داميات الدوابر
إذا انتقصت من شأوه الخيل خلفه
ترامى به فوق الرماح الشواجر
تسائل عن حيي رفيدة بعدما
قضت وطرا من عبد ود وعامر
وقال شبل بن الخيتار
نجى الحسامية الكبداء مبترك
ثم أغار عمير على بني كلب يوم دهمان كما ذكر عون بن حارثة بن عدي بن جبلة أحد بني زهير عن أبيه ان عمير أغار على كلب فأخذ الأموال وقتل الرجال وبلغ ابن بحدل مخرجه من الجزيرة فجمع له ثم خرج يعارضه حتى إذا دنا منهم بعث العين يأخذ لهم أثر القوم فأتاه العين فأخبره أن عميرا قد أتى دهمان فاستباح فيهم ثم خلف عسكره وخرج هو في طلب قوم قد سمع بهم فقال حميد لأصحابه تهيأوا للبيات وليكن شعاركم نحن عباد الله حقا حقا فبيتهم فقتل فيهم فأوجع وانقلب انقلب عمير حين أصبح إلى عسكره حتى إذا أشرف على عسكره رأى ما أنكره من كثرة السواد فقال لأصحابه إني أرى شيئا ما أعرفه وما هو بالذي خلفنا فلما رآهم ابن بحدل قال لأصحابه احملوا عليهم فقتل من الفريقين جميعا.
ثم سار عمير وجمع لهم أكثر مما كان تجمع فأغار عليهم فقتل منهم مقتلة واستاق الغنائم وسبى فلما سمعت كلب بإيقاعه تحملت من منازلها هاربة منه فلم يبق منهم أحد في موضع يقدر عمير على الغارة عليه إلا أن يخوض إليهم غيرهم من الأحياء ويخلف مدن الشام خلف ظهره وصاروا جميعا إلى الغوير
فلما ألح عمير بالغارات على بني كلب رحلت حتى نزلت غوري الشام فلما صارت كلب بالموضع الذي صارت قيس انصرفت قيس في بعض ما كانت تنصرف من غزو كلب وهم مع عمير فنزلوا بثني من أثناء الفرات بين منازل بني تغلب وفي بني تغلب امرأة من تميم يقال لها أم دويل متزوجة في بني مالك بن بن جشم بن بكر وكان دويل من فرسان بني تغلب وكانت لها أعنز بمجنبة فأخذوا من أعنزها أخذها غلام من بني الحريش من بني عامر بن صعصعة فشكوا ذلك إلى عمير فلم يشكهم وقال معرة الجند فلما رأى أصحابه أنه لم يقدعهم وثبوا على بقية أعنزها فأخذوها وأكلوها فلما أتاها دويل أخبرته بما لقيت فجمع جمعا ثم سار فأغار على بني الحريش فلقي جماعة منهم فقاتلوه
فخرجت جماعة من تغلب فأتوا زفر بن الحارث الكلابي وذكروا له القرابة والجوار وهم بقرقيسيا وقالوا ائتنا برحالنا ورد علينا نعمنا فقال أما النعم فنردها عليكم أو ما قدرنا لكم عليه ونكمل لكم نعمكم من نعمنا إن لم نصبها كلها وندي لكم القتلى قالوا له فدع لنا قريات الخابور ورحل قيسا عنها فإن هذه الحروب لن تطفأ ما داموا مجاورينا فأبى ذلك زفر وأبوا هم أن يرضوا إلا بذلك فناشدهم الله وألح عليهم فقال له رجل من النمر بن قاسط كان معهم والله ما يسرني أنه وقاني حرب قيس كلب أبقع تركته في غنمي اليوم وألح عليهم زفر يطلب إليهم ويناشدهم فأبوا فقال عمير بن الحباب لا عليك لا تكثر فوالله إني لأرى عيون قوم ما يريدون إلا محاربتك فانصرفوا من عنده ثم جمعوا جمعا وأغاروا على ما قرب من قرقيسيا من قرى القيسية فلقيهم عمير بن الحباب فكان النمري الذي تكلم عند زفر أول قتيل وهزم التغلبيين فأعظم ذلك الحيان جميعا قيس وتغلب وكرهوا الحرب وشماتة العدو فذكر سليمان بن عبد الله بن الأصم أن إياس بن الخراز أحد بني عتيبة بن سعد بن زهير وكان شريفا من عيون تغلب دخل قرقيسيا لينظر ويناظر زفر فيما كان بينهم فشد عليه يزيد بن بحزن الحرشي فقتله فتذمم زفر من ذلك وكان كريما مجمعا لا يحب الفرقة فأرسل إلى الأمير ابن قرشة بن عمرو بن ربعي بن زفر بن عتيبة بن بعج بن عتيبة بن سعد بن زهير بن جشم بن الأرقم بن بكر بن حبيب بن عمرو بن غنم بن تغلب فقال له هل لك أن تسود بني نزار فتقبل مني الدية عن ابن عمك فأجابه إلى ذلك وكان قرشة من أشراف بني تغلب فتلافى زفر ما بين الحيين وأصلح بينهم وفي الصدور ما فيها فوفد عمير على مصعب بن الزبير فأعلمه أنه قد أولج قضاعة (قبيلة) بمدن الشام وأنه لم يبق إلا حي من ربيعة أكثرهم من النصارى فسأله أن يوليه عليهم فقال اكتب إلى زفر فإن هو أراد ذلك وإلا ولاك فلما قدم على زفر ذكر له ذلك فشق عليه ذلك وكره أن يليهم عمير فيحيف بهم ويكون ذلك داعية إلى منافرته فوجه إليهم قوما وأمرهم أن يرفقوا بهم فأتوا أخلاطا من بني تغلب من مشارق الخابور فأعلموهم الذي وجهوا به فأبوا عليهم فانصرفوا إلى زفر فردهم وأعلمهم أن مصعب كتب إليه بذلك ولا يجد بدا من أخذ ذلك منهم أو محاربتهم فقتلوا بعض الرسل وذكر ابن الأصم أن زفر لما أتاه ذلك اشتد عليه وكره استفساد بني تغلب فصار إليهم عمير بن الحباب فلقيهم قريبا من ماكسين على شاطئ نهر الخابور بينه وبين قرقيسيا مسيرة يوم فأعظم فيها القتل وذكر زياد بن يزيد بن عمير بن الحباب أن القتل استحر ببني عتاب بن سعد والنمر وفيهم أخلاط تغلب ولكن هؤلاء معظم الناس فقتلوهم بها قتلا شديدا وكان زفر بن يزيد أخو الحارث بن جشم له عشرون ذكرا لصلبه وأصيب يومئذ أكثرهم وأسر القطامي الشاعر وأخذت إبله فأصاب عمير وأصحابه شيئا كثيرا من النعم ورئيس تغلب يومئذ عبد الله بن شريح بن مرة بن عبد الله بن عمرو بن كلثوم
فقتل وقتل أخوه وقتل مجاشع بن الأجلح وعمرو بن معاوية من بني خالد بن كعب بن زهير وعبد الحارث بن عبد المسيح الأوسي وسعدان بن عبد يسوع بن حرب وسعد ود ابن أوس من بني جشم بن زهير وجعل عمير يصيح بهم ويلكم لا تستبقوا أحدا ونادى رجل من بني قشير يقال له الندار أنا جار لكل حامل أتتني فهي آمنة فأتته الحبالى فبلغني أن المرأة كانت تشد على بطنها الجفنة من تحت ثوبها تشبيها بالحبلى بما جعل لهن فلما اجتمعن له بقر بطونهن فأفظع ذلك زفر وأصحابه ولام زفر عميرا فيمن بقر من النساء فقال ما فعلته ولا أمرت به فقال في ذلك الصفار المحاربي :
بقرنا منكم ألفي بقير
فلم نترك لحاملة جنينا
وقال الشاعر الأخطل التغلبي يذكر ذلك :
فليت الخيل قد وطئت قشيرا
سنابكها وقد سطع الغبار
فنجزيهم ببغيهم علينا
بني لبنى بما فعل الغدار

## وفاته
لما رأت تغلب إلحاح عمير بن الحباب عليها، جمعت حاضرتها وباديتها وساروا إِلى الحشاك، وهو نهر يأخذ من الهرماس، وعلى الحشاك تلال وقور وبقربه الشرعبية وإلى جنبه براق ويقال براق، ودلف إليهم عمير في قبائل قيس من سليم وهوازن وبني غنى وغطفان ومعه زفر بن الحارث الكلابي وابنه الهذيل، وعلى تغلب ابن هوبر، فاقتتلوا عند تل الحشاك أشد قتال، وأبرحه حتى جن عليهم الليل ثم تفرقوا، فاقتتلوا من الغد إِلَى الليل، ثم تحاجزوا، وأصبحت تغلب فِي اليوم الثالث فتعاقدوا ألا يفروا، فلما رأى عمير جدهم وأن نساءهم معهم، قال لقيس : ياقوم، أرى لكم أن تنصرفوا عن هؤلاء فإنهم مستقتلون، فإذا اطمأنوا وصاروا إِلى سرحهم، وجهنا إِلَى كل قوم منهم من يغير عليهم، فقال له عبد العزيز بن حاتم بن النعمان الباهلي : يابن الصمعاء، قتلت فرسان قيس أمس وأول من أمس ثم جبنت، ويقال : إن عيينة بن أسماء بن خارجة الفزاري من قال ذلك، وكان أتاه منجدا له من الكوفة في بعض من فرسان قيس، فغضب عمير من قوله، وقال : كأني بك لو حمس الوغى أول فار، فنزل عمير وجعل يقاتل راجلا، وهو يقول : أنا عمير وأبو المغلس قد أحبس القوم بضنك المحبس وانهزم زفر يومئذ وهو اليوم الثالث فلحق بقرقيسيا، وذلك أنه بلغه أن عبد الملك بن مروان قد عزم على الحركة إِليه بقرقيسيا، فبادر لإحكام أمره والتأهب بما يحتاج إِليه، وركبت تغلب ومن معها لقتال القيسية ، وجعلوا يقولون : أما تعلمون أن تغلب تغلب وشد على عمير بن الحباب جميل بن قيس من بني كعب بن زهير فقتله، فقال الأخطل لزفر في قصيدتة:
لعمر أبيك يَازفر ابْن ليلى
لقد أنجاك جد بني معاز
وركضك غير منقلب إلينا
كأنك ممسك بجناح بازي
ويقال : بل تعاون على قتل عمير بن الحباب غلمان من بني تغلب ، فرموه بالحجارة وقد أعيا حتى أثخنوه، وكر عليه ابن هوبر فقتله وكان ذلك عام 70 هـ ، وأصابت ابن هوبر يومئذ جراحة، فلما انقضت الحرب أوصى بني تغلب وهو لمآبه من جراحته بأن يولوا أمرهم مرار بن علقمة الزهيري .